# Pamela Adlon
Pamela Fionna Segall (Nova Iorque, 9 de julho de 1966) é uma atriz e dubladora norte-americana. É mais conhecida por seu trabalho como dubladora, em particular, como a voz de Bobby Hill em King of the Hill. Também é conhecida por interpretar Dolores em Grease 2 e suas aparições na série de televisão Californication e Louie, onde também é uma consultora de produção. É mãe da também atriz Gideon Adlon.

## Carreira
| Ano         | Título                                                         | Personagem           |
| 2019        | The Big Bang Theory                                            | Halley               |
| 2016        | First Girl I Loved                                             | Sharon               |
| 2016        | Better Things                                                  | Sam                  |
| 2014        | Tinker Bell - Fadas e Piratas                                  | Vidia                |
| 2014        | Tinker Bell e o Monstro da Terra do Nunca                      | Vidia                |
| 2012        | Parenthood                                                     | Marleise Deigan      |
| 2012        | Tinker Bell - O Segredo das Fadas                              | Vidia                |
| 2011        | Sexo e Consequência                                            | Tay                  |
| 2010        | Meus Amigos Dinossauros                                        | Ernie                |
| 2010        | Tinker Bell e o Resgate da Fada                                | Vidia                |
| 2009        | Tinker Bell e o Tesouro Perdido                                | Vidia (voz)          |
| 2008        | Monk                                                           | Sarah Longson        |
| 2008        | Tinker Bell - Uma Aventura no Mundo das Fadas                  | Vidia (voz)          |
| 2007 - 2008 | Boston Legal                                                   | Emma Path            |
| 2007 - 2014 | Californication                                                | Marcy                |
| 2006        | Lucky Louie                                                    | Kim                  |
| 1997 - 2008 | O Rei do Pedaço                                                | Bobby Hill           |
| 1997 - 2000 | Hora do Recreio                                                | Spinelli             |
| 1997        | Princesa Mononoke                                              | -                    |
| 1996        | O Sargento Trapalhão                                           | Sgt. Raquel Barbella |
| 1992        | Ferngully - As Aventuras de Zack e Crysta na Floresta Tropical | Fairy #2 (voz)       |
| 1989        | Anjos da Lei                                                   | Dori                 |
| 1982        | Grease 2 - Os Tempos da Brilhantina Voltaram                   | Dolores Rebchuck     |

## Prêmios e Indicações
| Prêmios | Prêmios   | Prêmios      | Prêmios                                                                                  | Prêmios          |
| Ano     | Resultado | Premiação    | Categoria                                                                                | Título           |
| ------- | --------- | ------------ | ---------------------------------------------------------------------------------------- | ---------------- |
| 2002    | Venceu    | Emmy Awards  | Performance Marcante                                                                     | King of the Hill |
| 2001    | Indicada  | Annie Awards | Dublagem Individual Marcante por uma Artista Feminina em uma Produção Televisiva Animada | Time Squad       |